# نشماوات
النشماوات (الاسم العلمي: Grewioideae) هي أسرة من النباتات تتبع فصيلة الخبازية من الرتبة الخبازيات.

## أجناس
- النشم